# Monument à George-Étienne Cartier
 (mars 2024).

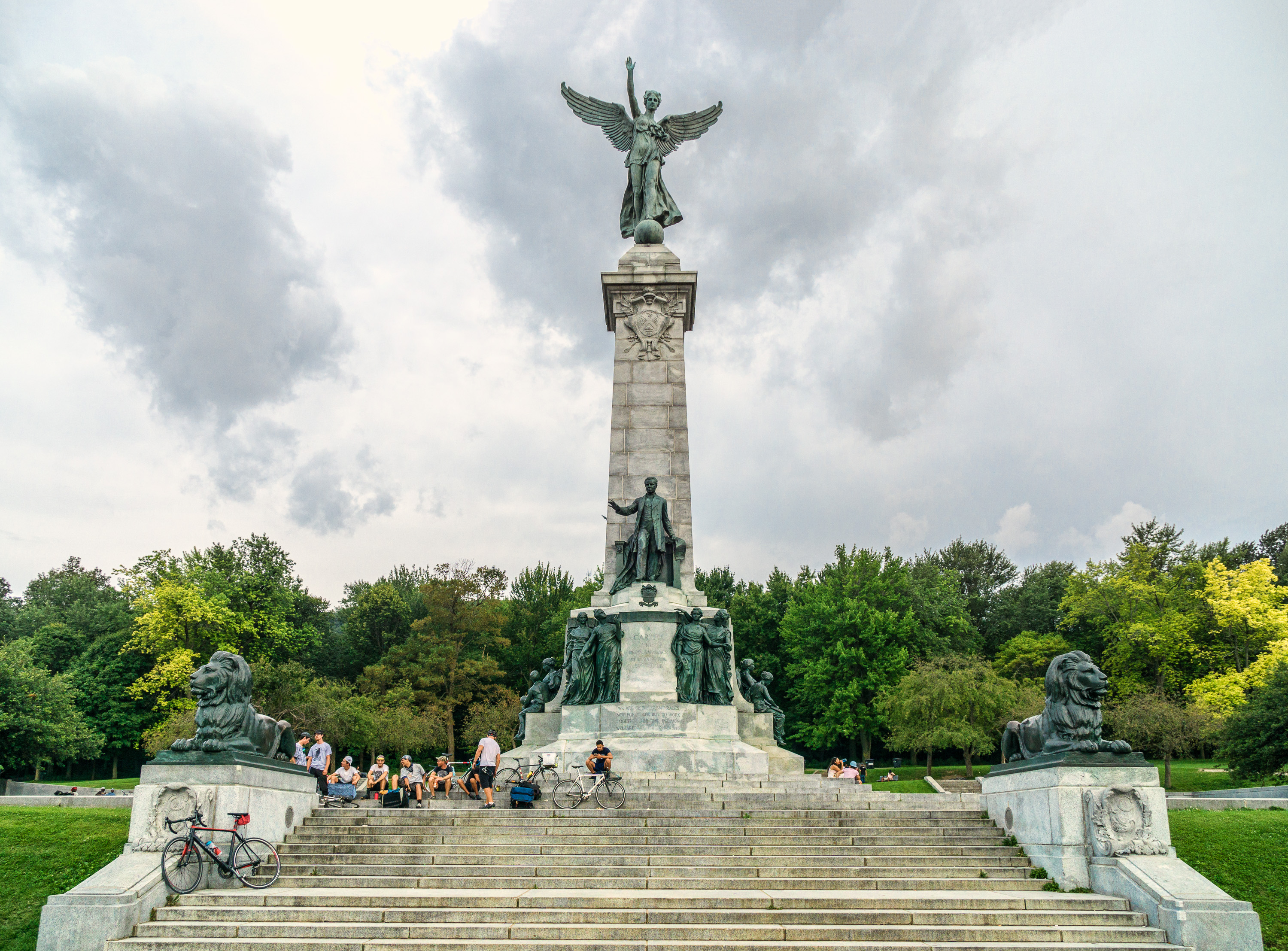
Vue d'ensemble

Le monument à George-Étienne Cartier, à Montréal, est un monument national célébrant un des pères de la constitution canadienne : George-Étienne Cartier.
Réalisé par  George William Hill en 1919, il est situé sur le flanc est du mont Royal, à l'ouest du parc Jeanne-Mance. Il fut élevé par un comité ayant obtenu des souscriptions dans toutes les parties de l'empire britannique ainsi qu'aux États-Unis. Au moment de sa construction, il avait donc une signification internationale autant que nationale.

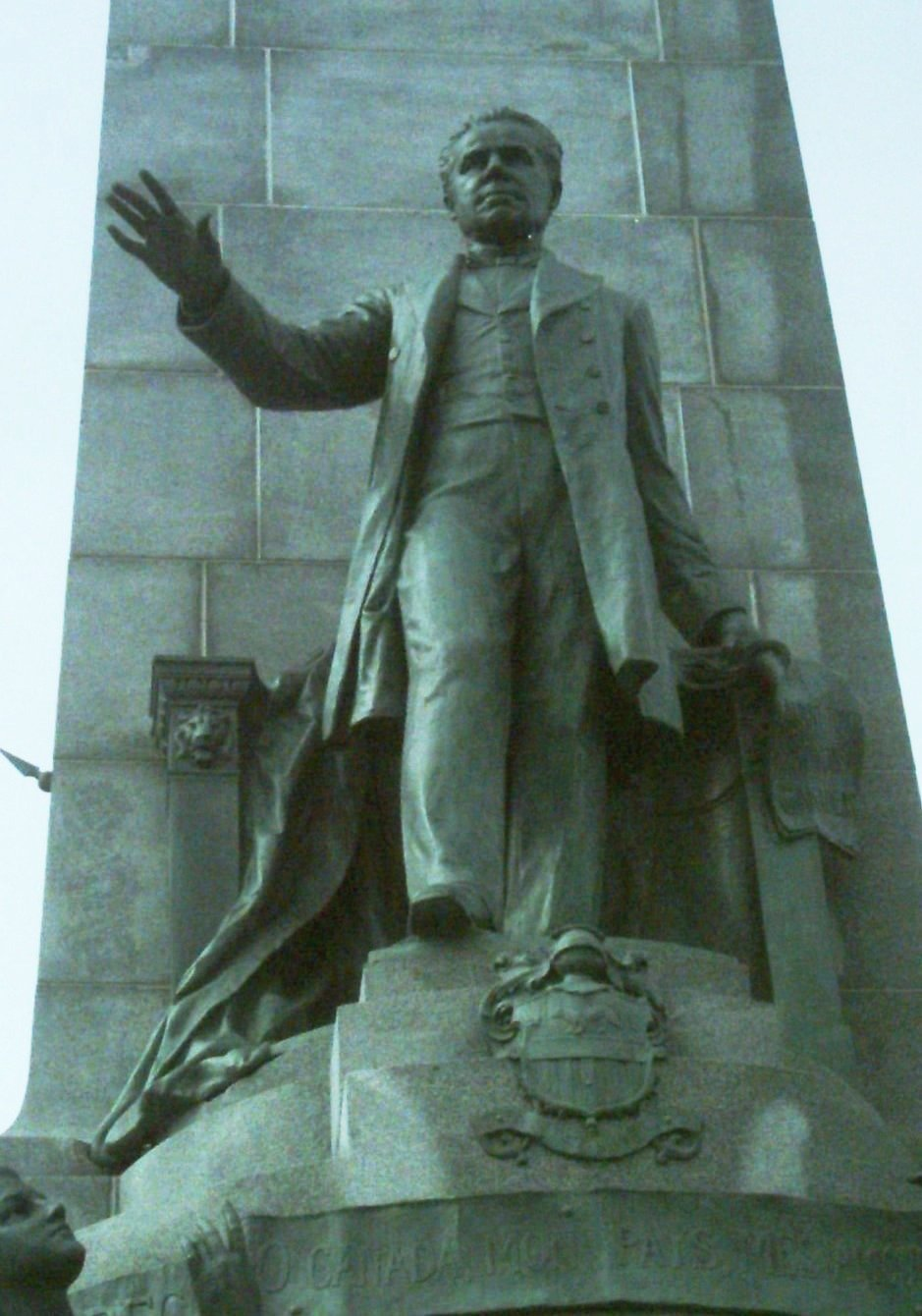
George-Étienne Cartier

Le monument fut commandé pour célébrer le centième anniversaire de naissance de George-Étienne Cartier en 1914, mais sa construction dut être retardée vu le déclenchement de la Première Guerre mondiale. La cérémonie d'inauguration eut finalement lieu le 6 septembre 1919. La structure fut dévoilée par le roi George V lui-même, à partir du château de Balmoral par la pression d’un bouton électrique.
Haut de 30 mètres, il est composé de 18 personnages en bronze disposés autour de blocs de granit. Il est l'œuvre du sculpteur George William Hill.
Des travaux majeurs de restauration du monument ont été entrepris de 2005 à 2008 dans le cadre d’un vaste chantier de restauration d’un investissement total de 3 millions $, financé par la Ville de Montréal et le ministère de la Culture et des Communications.
Près de ce monument ont lieu, les dimanches d'été, les Tam-tams du mont Royal.

## Symbolisme
L'œuvre utilise un langage symbolique. Au sommet, la figure ailée, tenant une couronne de laurier, représente la Renommée.

## Détails
Chaque côté présente des figures.
|  |  |  |  |

Le monument est gardé par quatre lions. 

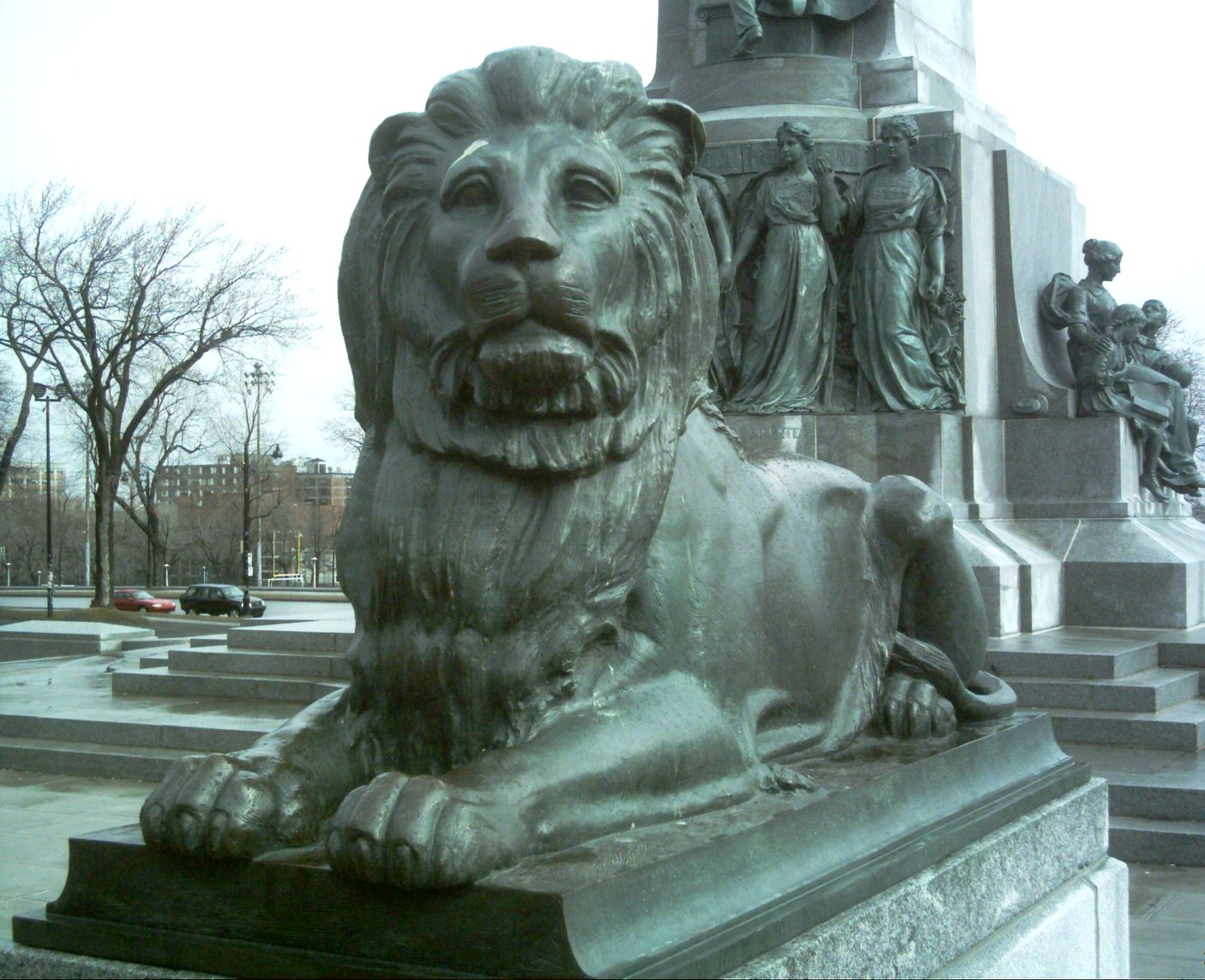
Un des quatre lions